# Рино Гаетано
Салваторе Антонио Гаетано (29 октомври 1950 г., Кротоне – 2 юни 1981 г., Рим) е италиански певец и автор на песни.
Запомнен е с грубия си глас и характерните текстове на песните си, включващи ирония. В някои от песните си назовава имена на политици и неколкократно е подлаган на цензура.
Важен момент в кариерата му е участието му на фестивала в Сан Ремо през 1978 г. с песента Gianna, която се превръща в хит.
Умира внезапо на 30-годишна възраст вследствие на автомобилна катастрофа.